# راشتات
شهر راشتات (به آلمانی: Rastatt) در ایالت بادن-وورتمبرگ در کشور آلمان واقع شده‌است.

## جستارهای وابسته

راشتات - Rastatt
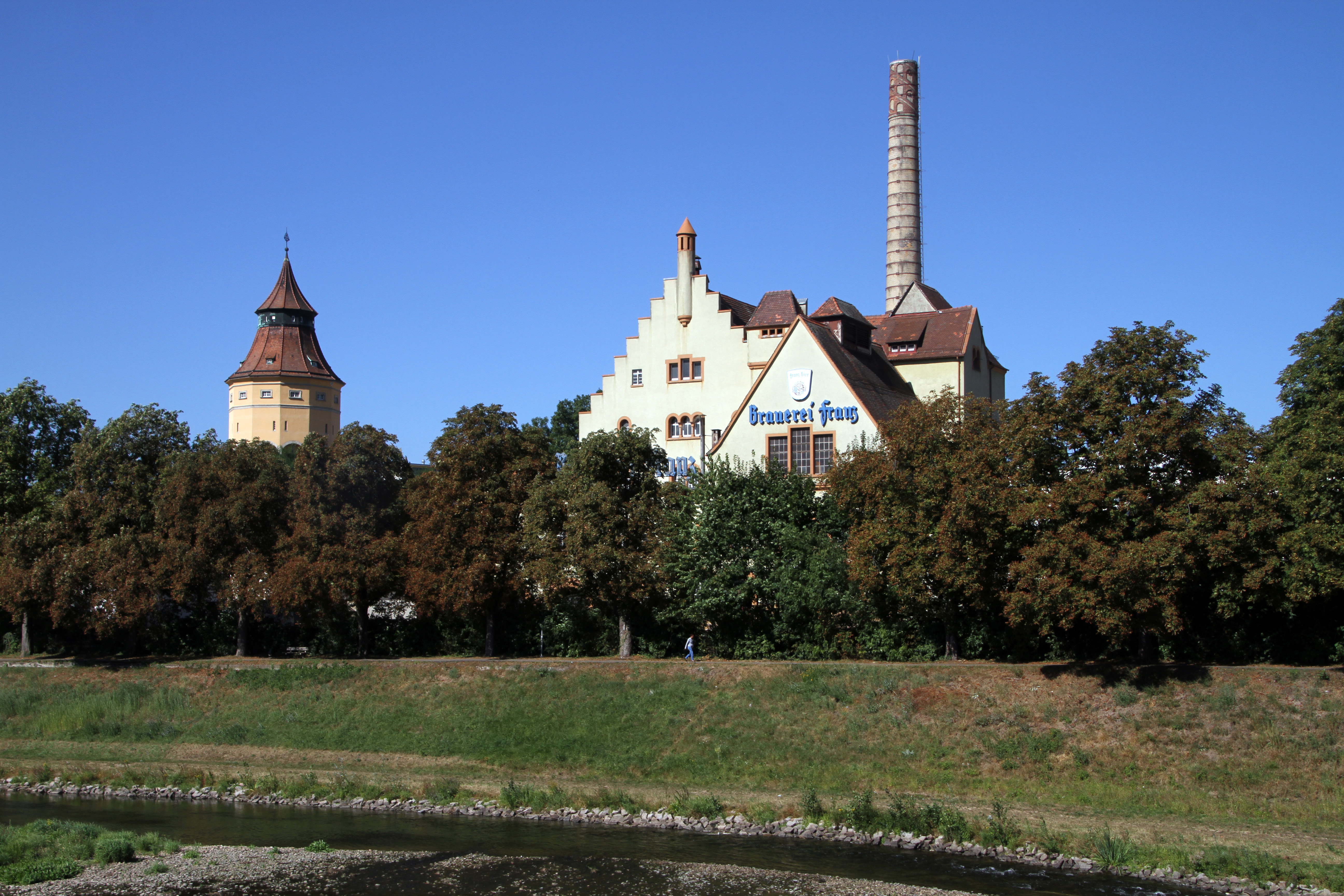
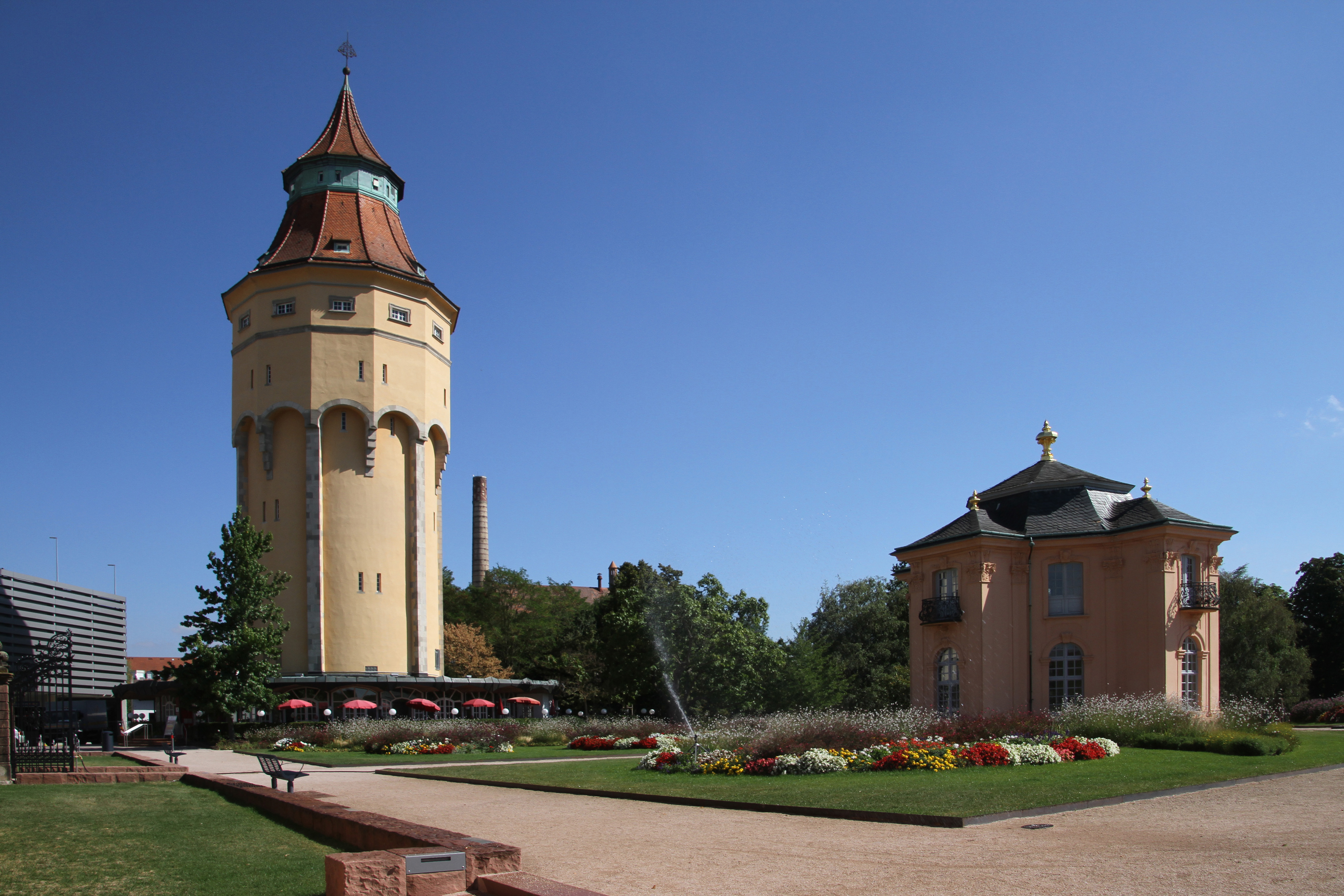
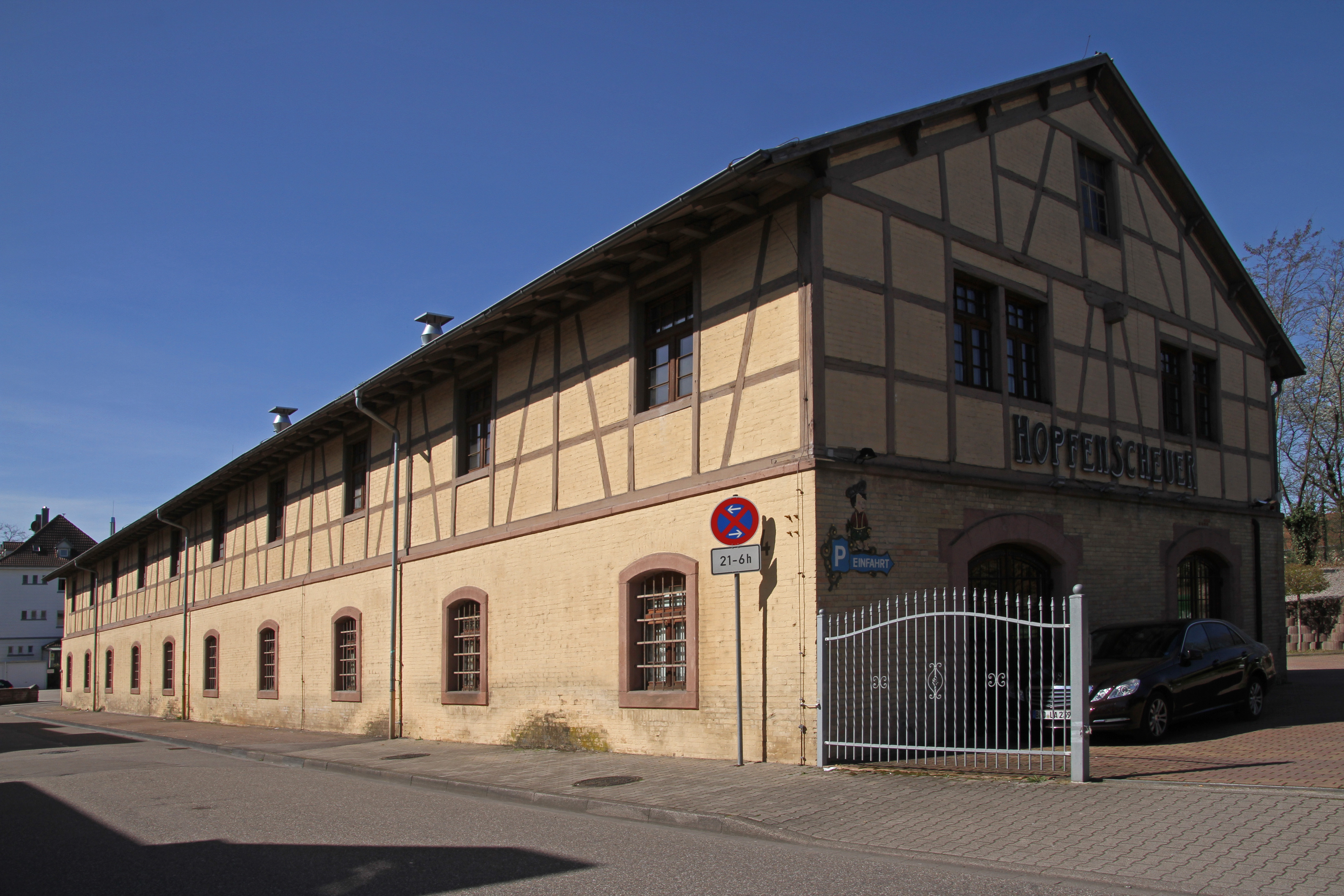
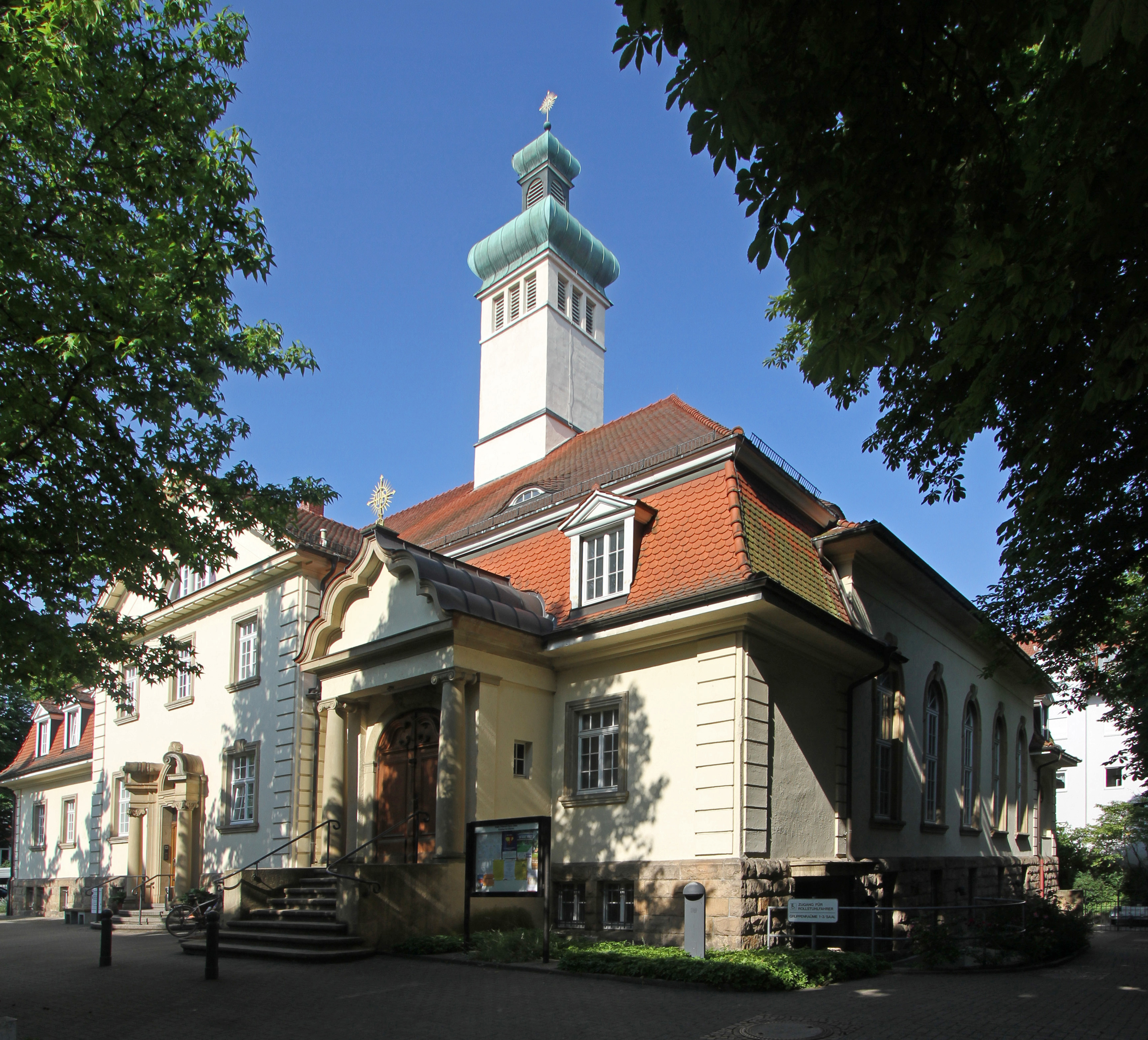
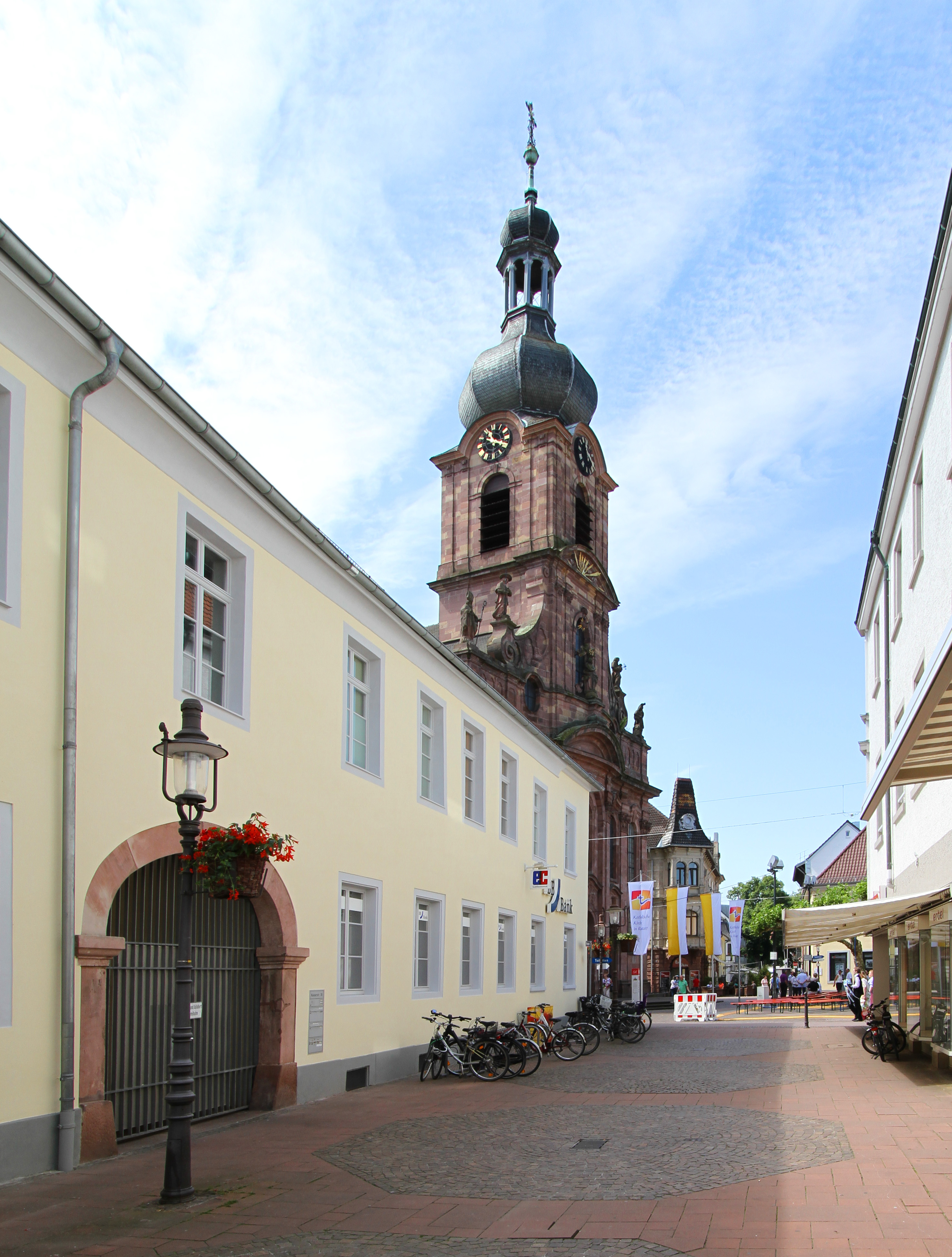
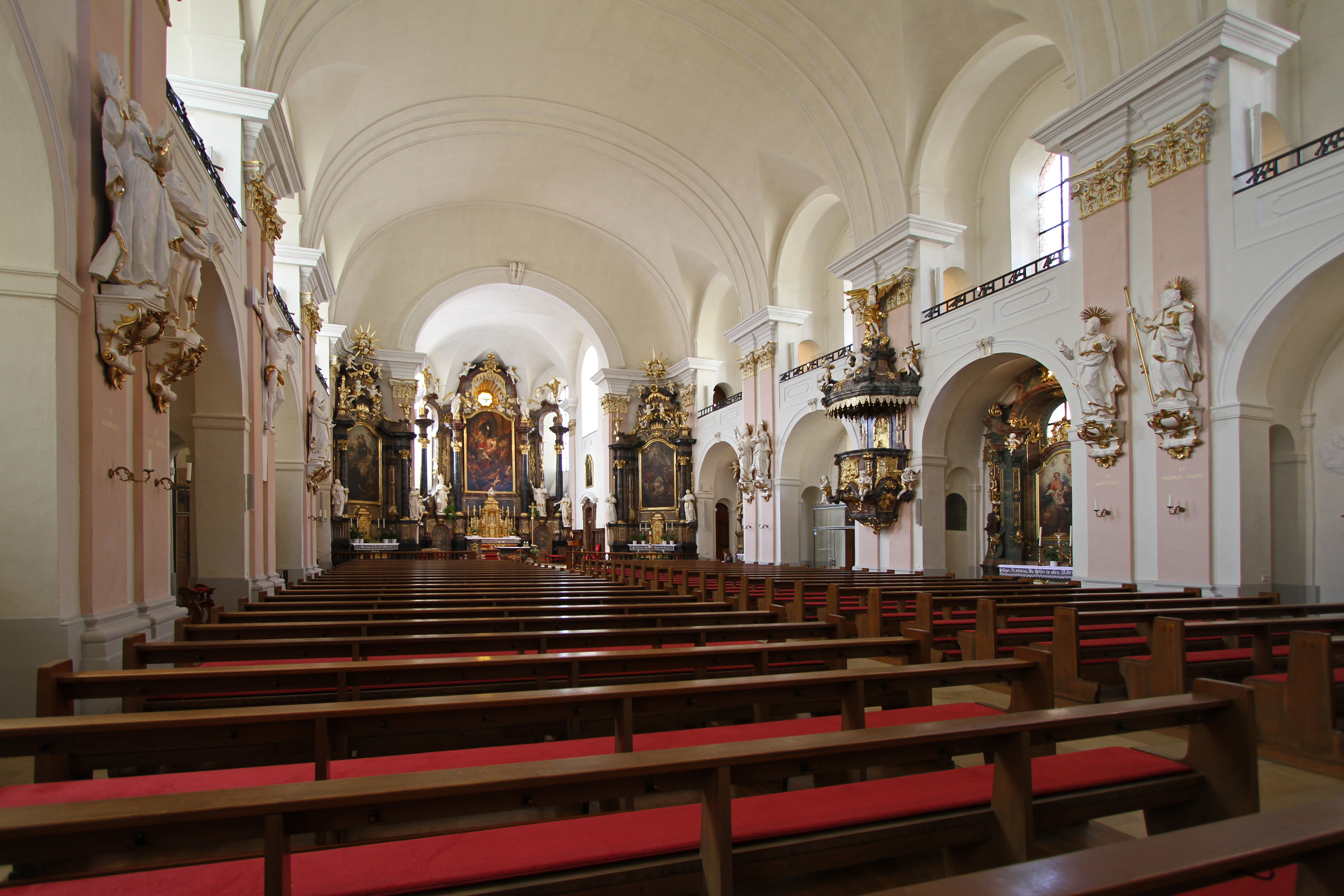
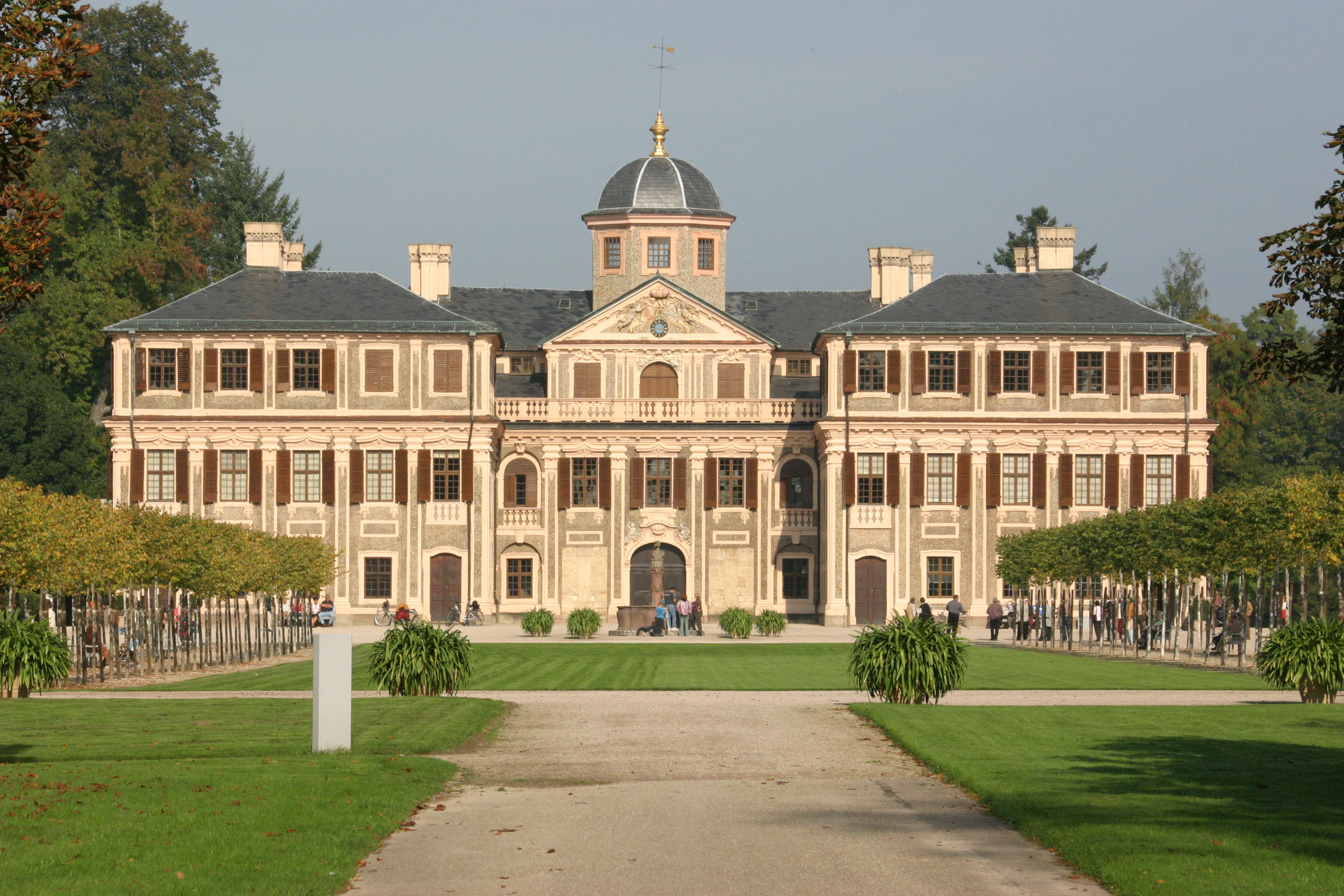
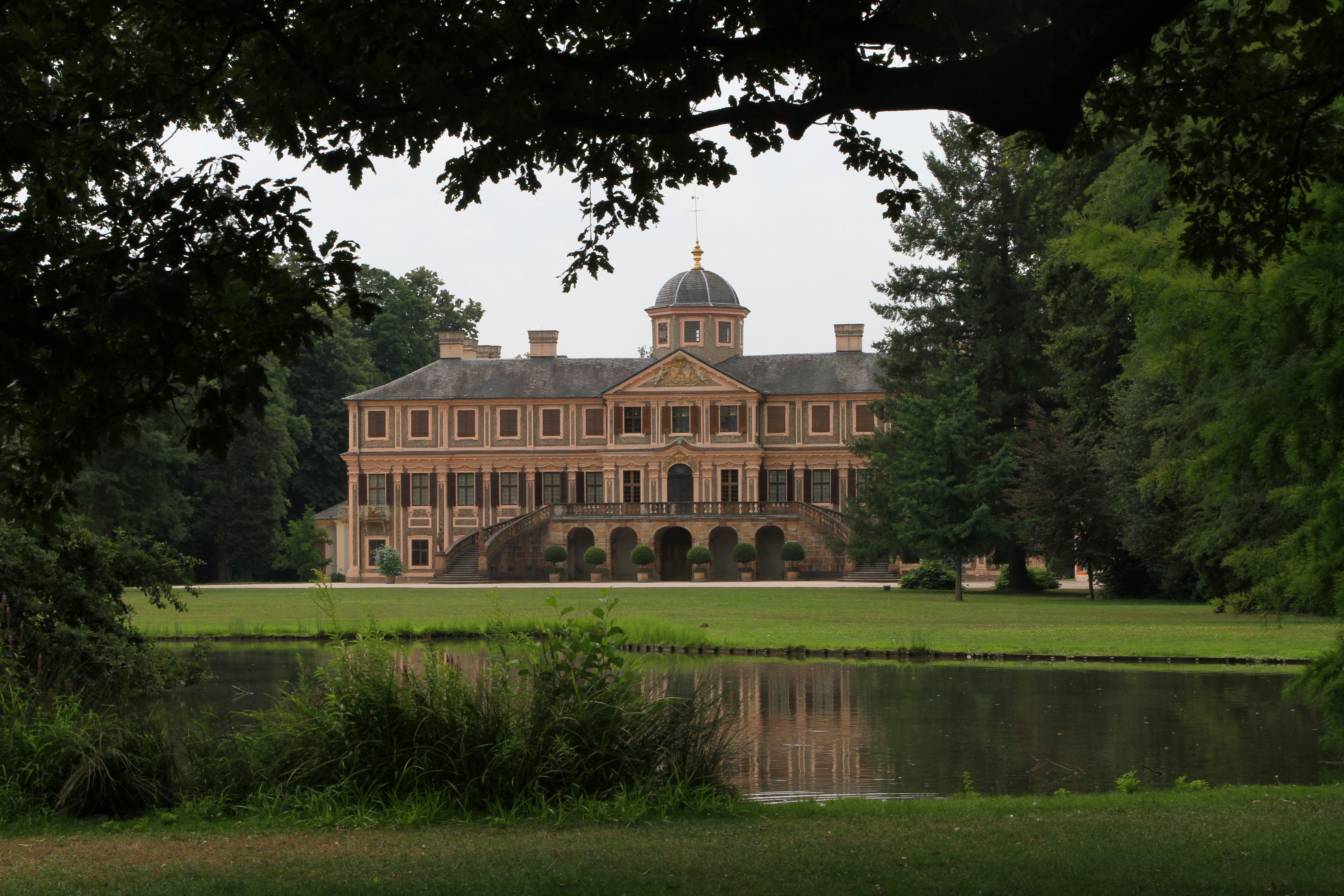